# Great Stambridge
Great Stambridge lub Much Stambridge – wieś w Anglii, w Esseksie, w dystrykcie Rochford, w civil parish Stambridge. W 1931 wieś liczyła 355 mieszkańców. Great Stambridge jest wspomniana w Domesday Book (1086) jako Stanbruge.